# Pindari
Die Pindari (Hindi: पिंडारी oder पिण्डारी, piṇḍārī), auch Pindara, waren eine kleine Gesellschaftsgruppe im Gebiet des heutigen indischen Bundesstaates Maharashtra. Sie waren als umherziehende Plünderer bekannt.
Bei den Pindari handelte es sich um eine irreguläre, mit Speeren und Schwertern bewaffnete Kavallerie, die ab dem Beginn des 18. Jahrhunderts erwähnt wurde. Ihre Angehörigen konnten schneller Distanzen zurücklegen als reguläre Truppen. Die Pindari hatten unterschiedliche ethnische sowie religiöse Hintergründe und waren in verschiedene Gruppen mit eigenen Anführern gegliedert. Sie kämpften nicht für Sold, sondern plünderten weite Landstriche.
Verschiedene Pindarigruppen folgten den Armeen der Marathen auf deren ersten Feldzügen in Nordindien und kämpften mit ihnen unter anderem gegen Aurangzeb.
Manche ihrer Anführer brachten es zu Reichtum und Berühmtheit und eigneten sich stillschweigend Land an. Dieses Land vererbten sie, zusammen mit ihren Gefolgsleuten, an ihre Nachkommen.
Nachdem der Einfluss der Peshwas im Norden zurückgegangen war, übernahmen die Scindia und Holkar diese Rolle und die Pindari spalteten sich in zwei Gruppen, die Sindia Shahi sowie die Holkar Shahi.
Im Zuge des Dritten Marathenkriegs wurden die Pindari schließlich von den Briten entscheidend geschlagen und als Unruheherd ausgeschaltet. Die Anführer der Marathen wurden entweder angesiedelt oder waren im Zuge der Kampfhandlungen gefallen.
Als eine ihrer Nachfahren wird die nur 1500 Personen zählende Kaste der Bedar genannt. Ein bekannter Anführer der Pindari war Amir Khan, der Begründer von Tonk.